# Benitochromis
Benitochromis es un género de peces de la familia Cichlidae y del orden Perciformes. Es endémico del África Occidental.

## Especies
- Benitochromis batesii (Boulenger, 1901)
- Benitochromis conjunctus Lamboj, 2001
- Benitochromis finleyi (Trewavas, 1974)
- Benitochromis nigrodorsalis Lamboj, 2001
- Benitochromis riomuniensis (Thys van den Audenaerde, 1981)
- Benitochromis ufermanni Lamboj, 2001